# Diga del Diavolo
La diga del Diavolo (in ungherese Ördögárok, cioè "Diga del Diavolo", o anche Csörsz árka, cioè "Fossa di Csörsz"; in latino limes Sarmatiae o limes sarmaticus) era un sistema di fortificazioni romane la cui costruzione fu iniziata da Costantino I nella prima metà del IV secolo, dopo che si era ormai consumato l'abbandono definitivo della provincia romana di Dacia sotto Aureliano (271 circa). Era un sistema di valli paralleli che correvano dalla fortezza legionaria di Aquincum (in Pannonia inferiore) fino a Viminacium (in Mesia superiore) per 700 km circa (1.260 km se si considera che erano su tre linee differenti) e che fu realizzato nei secoli successivi a più riprese. Il fossato originale in alcuni suoi tratti raggiungeva i 5–8 m di larghezza ed i 2–3 m di profondità.

## Storia
Sembra che Costantino I, dopo i successi ottenuti nella piana del fiume Tibisco tra gli anni 322 ed il 334, a nord-est del medio Danubio, contro le popolazioni sarmate degli Iazigi, abbia iniziato la costruzione (sempre che non sia stata iniziata sotto Marco Aurelio, durante le guerre marcomanniche) di un vallum che potesse proteggerne il regno, ora "alleato e cliente permanente dei Romani", e difendere l'attuale pianura ungherese dagli attacchi orientali dei Gepidi e Goti. Tale sistema di fortificazioni è oggi detto "diga del Diavolo" o "fossa di Csörsz". Esso fu costruito a partire dal 322 (a più riprese fu ristrutturato), e congiungeva la fortezza legionaria di Aquincum con quella di Viminacium.
Questo sistema sembra sia stato potenziato anche al tempo dell'imperatore Valentiniano I, il quale ordinò la costruzione di numerosi burgi (villaggi fortificati) lungo l'ansa del Danubio, in particolare nella zona che confinava con i Quadi a nord e gli Iazigi ad est attorno al 371/372. Non a caso lo stesso Ammiano Marcellino dice che rafforzò la presenza militare nel territorio dei Quadi al punto che "esso sembrava si trovasse già sotto il dominio di Roma". Apparterrebbero poi a questo periodo alcune fortificazioni romane ad Hatvan-Gombospuszta (a 600 km a nord-est di Aquincum) e a Felsőgöd (l'antica Contra Constantia), lungo il fossato del diavolo, la cui funzione era evidentemente quella di "dividere" le due popolazioni alleate di Quadi e Iazigi dal compiere insieme nuove incursioni in territorio romano. La verità è che di lì a poco (già a partire dalla fine del 373/inizi del 374) una nuova incursione di queste due popolazioni portò distruzione sia in Pannonia, sia in Mesia superiore, tanto che Valentiniano I fu costretto a compiere una campagna militare punitiva nel territorio dei Quadi a fine estate del 375.